# Paramount Network (internacional)
A Paramount Network é uma marca de vários canais de televisão operados pela Paramount International Networks que exibem o catálogo de filmes da Paramount Pictures e séries de TV selecionadas das produções televisivas da Paramount Global. O canal foi lançado pela primeira vez na Espanha em 30 de março de 2012 e, nos anos seguintes, o canal operou em vários territórios na Europa, África, América Latina e Ásia. Antigamente era conhecido como Paramount Channel, que ainda é usado em França.

## História

### Como Paramount Channel
Até o momento, o Paramount Channel foi lançado na Espanha em março de 2012, na França em setembro de 2013, na Hungria em fevereiro de 2014, na Rússia em janeiro de 2014, na Romênia em 14 de janeiro de 2014, na América Latina em setembro de 1995 até 2003, mas retorna novamente no novo visual de novembro de 2014, Suécia em dezembro de 2014, Polônia em março de 2015, Itália e Tailândia em fevereiro e maio de 2016 e no Oriente Médio em abril de 2017.

### Relançamento
Em maio de 2018, a Viacom anunciou que o Paramount Channel na Espanha seria relançado como uma versão local da Paramount Network, mudando para um formato geral de entretenimento com séries de televisão e filmes. O mesmo relançamento da Paramount Network ocorreu na Itália em 16 de março de 2019, e na América Latina em 14 de abril de 2020. Em 20 de outubro de 2020, foi anunciado que a versão húngara também seria renomeada como Paramount Network, e a data do rebranding foi confirmada em 23 de novembro daquele ano. O Paramount Channel na Hungria foi renomeado como Paramount Network em 17 de dezembro de 2020. Em dezembro de 2020, a ViacomCBS anunciou que o Prima Comedy Central na República Tcheca será renomeado como Paramount Network. A Paramount Network foi lançada efetivamente em 12 de janeiro de 2021. Em 26 de janeiro de 2021, foi anunciado na página oficial do Facebook do Paramount Channel Asia que a ViacomCBS transformaria o Paramount Channel na Tailândia, Malásia e Ilhas do Pacífico (incluindo as Filipinas) em Paramount Network em 1º de fevereiro de 2021.
Após o início do lançamento do Paramount+ em março de 2021 e sua expansão internacional, a Paramount Global resolveu fechar os canais da Paramount Network que operam nos países nórdicos até o final de 2021, para colocar mais conteúdo no serviço de streaming.
Em agosto de 2021, a Paramount International Networks fechou um acordo com o Sky Group da Comcast para lançar o Paramount+ em vários mercados europeus por meio de decodificadores e dispositivos da Sky. Para reduzir a confusão com a marca, a versão britânica/irlandesa da Paramount Network foi renomeada como 5Action em 19 de janeiro de 2022, sem alterações gerais em sua programação.

## Lista de canais
Europa, Oriente Médio, África, Ásia e Austrália
- Paramount Channel França (2013)
- Paramount Network Polônia - anteriormente Viacom Bink! (2011-2015) e Paramount Channel (2015-2022)
- Paramount Network República Tcheca - anteriormente Prima Comedy Central de 2015 a 2021
- Paramount Network Hungria (2020) - anteriormente Paramount Channel de 2014 a 2020
- Paramount Network Espanha (2018) - anteriormente Paramount Channel de 2012 a 2018
- Paramount Network Holanda - anteriormente TeenNick de 2011 a 2015 e Spike até 2022.

Américas
- Paramount Network
- Paramount Network América Latina
  - Paramount Network Brasil

Canais extintos
- RTL Spike Hungria (2016-2021) - licenciado por RTL Group, replaçado por TeenNick
- Paramount Channel Romênia (2014-2021) - replaçado por TeenNick
- Paramount Network Dinamarca (2019-2022) - anteriormente Comedy Central de 2014 a 2019
- Paramount Network Finlândia (2019-2021)
- Paramount Network Itália (2016-2022) - anteriormente Paramount Channel de 2016 a 2019
- Spike Itália (2017-2022) - replaçado Fine Living
- Paramount Network Suécia (2019-2022) - anteriormente Comedy Central de 2009 a 2019
- Paramount Network Reino Unido e Irlanda (2018-2022) - substituiu 5Spike e foi sucedida por 5Action em 2022.
- Spike Austrália (2016–2022)
- Paramount Channel Rússia (2014-2023)
  - Paramount Comedy Rússia (2012-2023) - desistí de emitir na Rússia e na Bielorrússia em 2022 e foi sucedida por Comedy Central nos outros países da região em 2023.
- Spike Rússia (2017-2021)
- Paramount Channel Ucrânia (2020-2023)
  - Paramount Comedy Ucrânia (2017-2023) - sucedida por Comedy Central no 1 de março de 2023.
- Spike Ucrânia (2018-2021)
- Paramount Network Ásia (2021-2024)
- Paramount Network Canadá - transmitiu o canal americano sem que alguns programas fossem substituídos devido aos direitos de transmissão.  O canal terminou a transmissão no Canadá a 31 de dezembro de 2023.